# Spencer Tracy
Spencer Tracy (n. 5 aprilie 1900 – d. 10 iunie 1967) a fost un actor de scenă și de film, de două ori câștigător al premiului Oscar, care a apărut în 74 de filme între 1930 și 1967. 

## Filmografie selectivă
- 1930 Pe râu în sus (Up the River), regia John Ford, cu Humphrey Bogart
- 1932 20,000 de ani în Sing Sing (20,000 Years in Sing Sing), regia Michael Curtiz, cu Bette Davis
- 1933 Puterea și gloria (The Power and the Glory), regia William K. Howard, cu Colleen Moore
- 1933 Castelul dezmoșteniților (Man's Castle), regia Frank Borzage, cu Loretta Young
- 1934 Cutremurul din Long Beach (Looking for Trouble), regia William A. Wellman
- 1935 Whipsaw (Whipsaw) cu Myrna Loy
- 1935 În umbra scaunului electric (The Murder Man), regia Tim Whelan
- 1936 Bestia umana (Fury), regia Fritz Lang, cu Sylvia Sidney
- 1936 Orașul păcatelor (San Francisco), regia W. S, Van Dyke, cu Clark Gable
- 1936 Reputația domnișoarei Allenbury (Libeled Lady), regia Jack Conway, cu Jean Harlow
- 1937 Căptanii curajoși (Captains Courageous), regia Victor Fleming, cu Lionel Barrymore
- 1938 Sfidătorii aerului (Test Pilot), regia Victor Fleming, cu Clark Gable
- 1938 Oameni de mâine (Boys Town), regia Norman Taurog, cu Mickey Rooney
- 1939 Stanley și Livingstone/La capătul pământului (Stanley and Livingstone), regia Henry King și Otto Brower
- 1940 Boom Town (Boom Town), regia Jack Conway, cu Clark Gable
- 1940 Edison, omul (Edison, the Man), regia Clarence Brown
- 1940 Northwest Passage, regia King Vidor
- 1941 Dr. Jekyll și Mr. Hyde (Dr. Jekyll and Mr. Hyde), regia Victor Fleming, cu Ingrid Bergman
- 1942 Femeia zilei (Woman of the Year), regia George Stevens, cu Katharine Hepburn
- 1942 Keeper of the Flame (1942) cu Katharine Hepburn
- 1943 A Guy Named Joe (1943) cu Irene Dunne
- 1944 A șaptea cruce (The Seventh Cross), regia Fred Zinnemann, cu Hume Cronyn
- 1944 Thirty Seconds Over Tokyo (1944) cu Van Johnson
- 1945 Without Love (1945) cu Katharine Hepburn
- 1947 Marea de iarbă (The Sea of Grass), regia Elia Kazan, cu Katharine Hepburn
- 1948 O poveste adevărată (State of the Union), regia Frank Capra, cu Katharine Hepburn
- 1949 Coasta lui Adam (Adam's Rib), regia George Cukor, cu Katharine Hepburn
- 1950 Tatăl miresei (Father of the Bride), regia Vincente Minnelli, cu Elizabeth Taylor
- 1951 Micul dividend al tatei (Father's Little Dividend), regia Vincente Minnelli, cu Joan Bennett
- 1952 Plymouth Adventure (Plymouth Adventure), regia Clarence Brown, cu Gene Tierney
- 1952 Perseverența (Pat and Mike), regia George Cukor, cu Katharine Hepburn
- 1954 Lancea ruptă (Broken Lance), regia Edward Dmytryk, cu Richard Widmark
- 1955 O zi grea la Black Rock (Bad Day at Black Rock), regia John Sturges, cu Robert Ryan
- 1956 Muntele (The Mountain), regia Edward Dmytryk, cu Sean Mizzi
- 1957 O femeie de neînlocuit (Desk Set), regia Walter Lang, cu Katharine Hepburn
- 1958 Bătrânul și marea (The Old Man and the Sea), regia John Sturges
- 1958 Înfrângerea (The Last Hurrah), regia John Ford, cu Jeffrey Hunter
- 1960 Procesul maimuțelor (Inherit the Wind), regia Stanley Kramer, cu Fredric March
- 1961 Procesul de la Nürnberg (Judgment at Nuremberg), regia Stanley Kramer
- 1963 O lume nebună, nebună, nebună (1963) cu Jonathan Winters
- 1967 Ghici cine vine la cină (1967) cu Katharine Hepburn